# 布魯斯圖里夫
48°17′42″N 24°52′22″E / 48.29500°N 24.87278°E

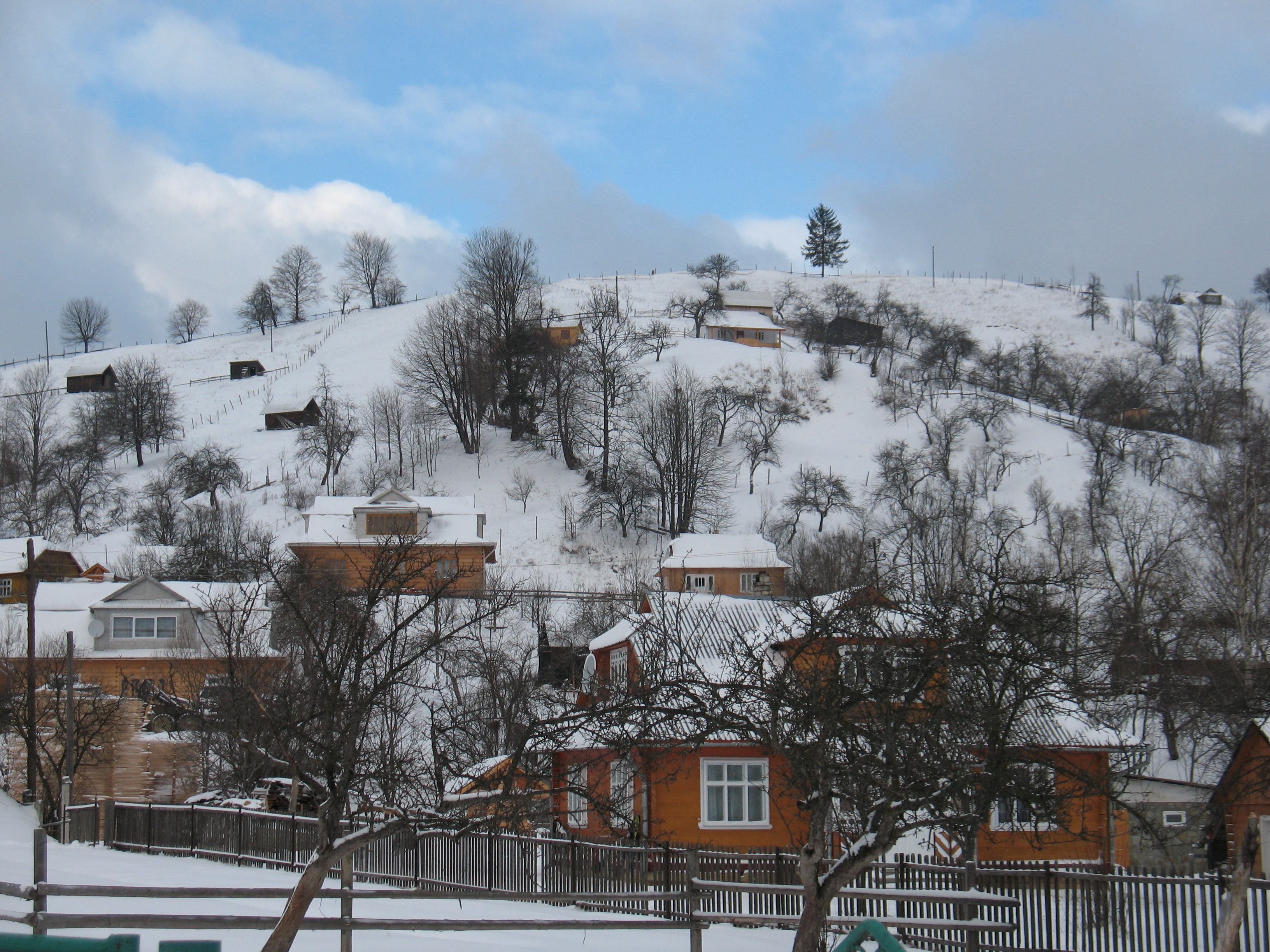

布魯斯圖里夫（烏克蘭語：Брустурів）是烏克蘭的村落，位於該國西部伊萬諾-弗蘭科夫斯克州，由科索夫區負責管轄，處於布魯斯圖爾卡河畔，始建於1610年，面積12.66平方公里，2001年人口1,408。